# Pfeilschwanz-Gleithörnchen
Die Pfeilschwanz-Gleithörnchen (Hylopetes, zu griechisch ὕλη hylē ‚Wald‘ und πέτομαι petomai ‚fliegen‘) sind eine artenreich in Südasien verbreitete Gattung der Gleithörnchen. Benannt sind sie nach der charakteristischen Form ihres Schwanzes, der sich nach hinten noch einmal verbreitert und spitz zuläuft.

## Merkmale
Zwischen den Arten der Pfeilschwanz-Gleithörnchen bestehen erhebliche Unterschiede in Größe und Fellfarbe. Die Kopfrumpflänge reicht von 11 bis 33 Zentimeter, hinzu kommen 8 bis 29 Zentimeter Schwanz; die Gesamtlänge bleibt damit unter 50 Zentimeter und sie gehören damit zu den kleineren Arten der Flughörnchen. Der Schwanz der Tiere ist breit und abgeflacht. Er ist Federförmig, wobei er sich im hinteren Teil verbreitert und danach spitz zuläuft.
Das Grauwangen-Gleithörnchen ist die kleinste Art der Gattung, das Rotwangen-Gleithörnchen die größte. Ersteres ist bekannt dafür, dass es Schutz im Inneren von Kokosnüssen sucht, die von anderen Hörnchen oder von ihm selbst aufgenagt und leergefressen wurden. Das Grauwangen-Gleithörnchen kann Strecken von bis zu 135 m im Gleitflug zurücklegen. Es wurde sogar dabei beobachtet, dass es bei sehr kurzen Gleitstrecken an Höhe gewinnen kann (etwa 1 m auf maximal 6 m Länge).
Die Nahrung besteht aus Früchten, Nüssen, Blättern und jungen Trieben die mit Insekten, anderen Wirbellosen und kleinen Kriechtieren komplettiert werden. Soweit bekannt sind Weibchen etwa 40 Tage trächtig. Ein Wurf besteht aus bis zu vier Jungtieren (meist Zwillinge).

## Verbreitung

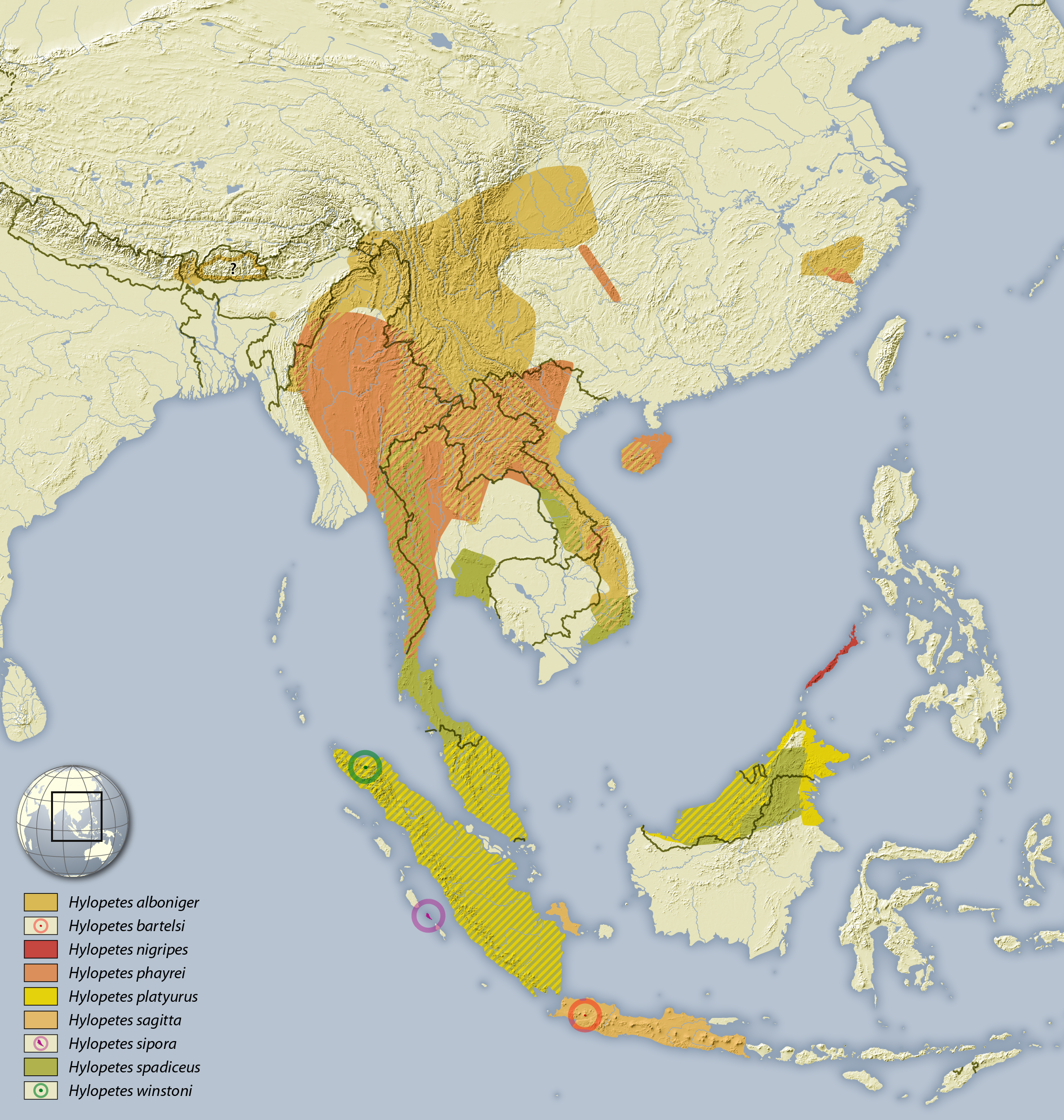
Verbreitungsgebiete der Pfeilschwanz-Gleithörnchen

Die Arten der Pfeilschwanz-Gleithörnchen sind in den subtropischen Gebieten in Süd- und Südostasien verbreitet, wobei das Verbreitungsgebiet von zwei Arten nördlich bis nach China reicht. Die Tiere halten sich im Flachland und in Gebirgen bis 3.500 Meter Höhe auf. Sie leben in verschiedenen Wäldern und können sich an Kulturlandschaften anpassen.

## Systematik
Die Gattung Hylopetes wurde 1908 von Oldfield Thomas im Rahmen einer Aufteilung der Gattung Sciuropterus als Untergattung derselben wissenschaftlich erstbeschrieben. Die Typusart war dabei das ebenfalls von ihm beschriebene Sciuropterus everetti, danach Hylopetes everetti, das allerdings bereits 1847 von Edward Blyth unter dem Namen Sciuropterus spadiceus beschrieben wurde und heute entsprechend ein Synonym zu Hylopetes spadiceus darstellt.
Die Gattung besteht aktuell aus den folgenden neun Arten:
- Schwarzweiß-Gleithörnchen (Hylopetes alboniger (Hodgson, 1836)) – Himalaya, nördl. Südostasien, Yunnan, Hainan
- Bartels-Gleithörnchen (Hylopetes bartelsi (Chasen, 1939)) – Java
- Palawan-Gleithörnchen (Hylopetes nigripes (Thomas, 1893)) – Palawan
- Phayre-Gleithörnchen (Hylopetes phayrei (Blyth, 1859)) – Südostasien, südöstl. China, Hainan
- Jentink-Gleithörnchen (Hylopetes platyurus (Jentink, 1890))
- Grauwangen-Gleithörnchen (Hylopetes sagitta (Linnaeus, 1766)) – Sipora (eine der Mentawai-Inseln)
- Sipora-Gleithörnchen (Hylopetes sipora Chasen, 1940) – Sipora (eine der Mentawai-Inseln)
- Rotwangen-Gleithörnchen (Hylopetes spadiceus (Blyth, 1847)) –  südostasiatisches Festland, Sumatra, Borneo
- Sumatra-Gleithörnchen (Hylopetes winstoni (Sody, 1949)) – Sumatra

Historisch wurde auch das Kaschmir-Gleithörnchen teilweise dieser Gattung zugerechnet. Bei manchen Arten besteht zudem Uneinigkeit, ob sie nicht eher den Gattungen Petinomys oder Iomys zuzurechnen sind. Das Grauwangen-Gleithörnchen wurde lange Zeit als Hylopetes lepidus (Horsfield, 1822) geführt, wird jedoch heute mit älteren Namen Hylopetes sagitta bezeichnet und Hylopetes lepidus wird als Synonym betrachtet. Zudem wird manchmal eine weitere Spezies Hylopetes electilis von der Insel Hainan beschrieben, die in obiger Auflistung im Phayre-Gleithörnchen aufgeht.
Auf der Basis morphologischer Vergleiche im Aufbau des Innenohres sowie bestätigt durch molekularbiologischen Daten der Cytochrom-b-Sequenzen der mitochondrialen DNA wird eine sehr enge Verwandtschaftsbeziehung zwischen den Pfeilschwanz-Gleithörnchen und den Zwerggleithörnchen (Petinomys) bestätigt. Beide Gattungen überlappen sich in ihrem Verbreitungsgebiet in Süd- und Südostasien, eine Trennung der Gattungen voneinander wird während des Pleistozäns vor etwa 2,2 Millionen Jahren angenommen.

## Gefährdung und Schutz
Drei Arten der Pfeilschwanz-Gleithörnchen werden zurzeit von der IUCN in der Roten Liste geführt. Das Sumatra-Gleithörnchen steht im Status „stark bedroht“. Über diese Art ist fast nichts bekannt, da sie seit der Erstbeschreibung 1949 nicht wiedergefunden wurde; das bedeutet, der Holotyp ist das einzige bekannte Exemplar geblieben. Das Gleiche gilt für das Sipora-Gleithörnchen; dennoch steht es nur im Status „bedroht“, da die ausbleibende Wiederentdeckung auch mit der Abgelegenheit der Insel Sipora zusammenhängen mag. Ebenfalls bedroht ist das Schwarzweiß-Gleithörnchen, das durch Waldzerstörungen binnen zehn Jahren 50 % seines Habitats verloren hat.

## Belege
1. 1 2 3  
Robert S. Hoffmann, Andrew T. Smith: Genus Hylopetes – Flying Squirrels. In: Andrew T. Smith, Yan Xie: A Guide to the Mammals of China. Princeton University Press, Princeton NJ 2008, ISBN 978-0-691-09984-2, S. 175 ff.
2. 1 2 3  
Nowak, R. M. (1999) S. 1301–1302
3. ↑  
Oldfield Thomas: The genera and subgenera of the Sciuropterus Group, with descriptions of three new species. Annals and Magazine of Natural History 1, 1908; S. 1–8. (Digitalisat).
4. 1 2  
Hylopetes. In: Don E. Wilson, DeeAnn M. Reeder (Hrsg.): Mammal Species of the World. A taxonomic and geographic Reference. 2 Bände. 3. Auflage. Johns Hopkins University Press, Baltimore MD 2005, ISBN 0-8018-8221-4.
5. 1 2  
J.L. Koprowski, E.A. Goldstein, K.R. Bennett, C. Pereira Mendes: Genus Hylopetes. In: Don E. Wilson, T.E. Lacher, Jr., Russell A. Mittermeier (Hrsg.): Handbook of the Mammals of the World: Lagomorphs and Rodents 1. (HMW, Band 6) Lynx Edicions, Barcelona 2016, ISBN 978-84-941892-3-4, S. 763–766.
6. ↑  
Tatsuo Oshida, Liang-Kong Lin, Hisashi Yanagawa, Hideki Endo, Ryuichi Masuda: Phylogenetic Relationships among Six Flying Squirrel Gener,a Inferred from Mitochondrial Cytochrome b Gene Sequences. Zoological Science 17(4), 2000; S. 485–489. doi:10.2108/0289-0003(2000)17[485:PRASFS]2.0.CO;2